# إميليا فاساريوفا
إميليا فاساريوفا ، دكتور أرتيس دراماتيكاي ( مرتبة الشرف) (من مواليد 18 مايو 1942)  هي ممثلة مسرح وشاشة سلوفاكية ، يشار إليها باسم «السيدة الأولى للمسرح السلوفاكي».   خلال مسيرتها المهنية التي تزيد عن خمسة عقود ، حصلت على العديد من الجوائز بما في ذلك الفنانة الجديرة بالتقدير (1978) ،  جائزة ألفريد رادوك (1996) ،  جائزة الأسد التشيكي جائزة الكأس الذهبية (2008) ،  ومؤخراً حصلت على درجة الدكتوراه الفخرية من دكتور Artis Dramaticae Honoris Causa (2010) باعتبارها المرأة الوحيدة حتى الآن.

## روابط خارجية
- إميليا فاساريوفا على موقع IMDb (الإنجليزية)
- إميليا فاساريوفا على موقع ألو سيني (الفرنسية)
- إميليا فاساريوفا على موقع ميوزك برينز (الإنجليزية)
- إميليا فاساريوفا على موقع أول موفي (الإنجليزية)
- إميليا فاساريوفا على موقع قاعدة بيانات الأفلام السويدية (السويدية)
- إميليا فاساريوفا على موقع ديسكوغز (الإنجليزية)
- إميليا فاساريوفا على موقع قاعدة بيانات الفيلم (الإنجليزية)
- إميليا فاساريوفا على موقع كينوبويسك (الروسية)

- معرض Emília Vášáryová بواسطة MF DNES
- صور صور Vášáryová ، Kinobox.cx ؛ تم الوصول إليه في 10 مايو 2014.